# Kate Ramsay
Katherine "Kate" Ramsay es un personaje ficticio de la serie de televisión australiana Neighbours, interpretado por la actriz Ashleigh Brewer desde el 15 de mayo del 2009 hasta el 8 de abril del 2014.

## Antecedentes
Kate es hija de Jill Ramsay y Patrick Mooney y hermana mayor de Harry y Sophie Ramsay.
Poco después de su llegada Lou Carpenter se mudó con ellos y se convirtió en su tutor legal, más tarde Kate logró la tutoría de sus hermanos. Actualmente asiste a la Universidad Eden Hills.

## Biografía
Kate llegó a Erinsborough en el 2009 y ese mismo día perdió a su madre quien murió al ser atropellada. Tras la muerte de su madre Kate se volvió la tutora legal y figura materna para sus hermanos. Al inicio Kate se negaba a aceptar la ayuda de los demás, sin embargo finalmente aceptó el dinero de Elle Robinson y la ayuda de Susan Kennedy, quien le dijo que se mudara a la casa 24 de la calle ramsay. Poco después le ofrecieron un trabajo en el General Store y Kate aceptó.
Cuando Kate le ofreció a Sunny Lee darle clases de baile, reveló que cuando era pequeña había tomado clases de baile y ganado varias medallas y trofeos. Sin embargo tras la muerte de su madre Kate dejó de bailar por lo que Harry decide buscar un trabajo para pagar las clases para que Kate pueda terminar sus estudios en baile por lo que ella queda agradecida.
A pesar de que Kate ama sus clases de baile piensa que no le ira bien ya que no ha bailado en mucho tiempo y cuando se entera de que Sophie recibirá un premio la misma noche de su audición decide faltar para ir con su hermana, sin embargo al último minuto cambia de parecer y va a la audición, a pesar de que ya es tarde Jason Coleman le permite bailar sin embargo la rechaza basándose en que las otras chicas estaban ahí a tiempo, sin embargo Jason le dice que es muy buena. 
Kate inmediatamente después de llegar a la calle Ramsay se hace muy buena amiga de Donna Freedman, pronto Donna la pone a cargo del Deb Ball sin embargo Kate inmediatamente comienza a tener enfrentamientos con Amanda Fowler, Amanda invita a Jason Coleman al baile con el único plan de arruinar la noche de Kate, incluso empuja a Stephanie Sculle quien estaba llevando comida y toda esta cae encima del vestido de Kate manchándolo. Donna ayuda a Kate a arreglar su vestido y Kate decide bailar para Jason, quien le ofrece una segunda oportunidad en su show y luego le da un lugar.
Poco después Kate comienza a sentirse atraída por Declan Napier, incluso se besan, lo cual deja a Declan sintiéndose culpable por haber traicionado a Bridget, su esposa quien murió en un accidente automovilístico. Por lo que Declan comienza a distanciarse de Kate, sin embargo ambos se vuelven a besr y poco después la invita a una cita. Sin embargo cuando Kate va a casa de Declan y este sube a buscar algo, la hija de Declan y Bridget, India comienza a llorar por lo que Kate la carga y la calma, cuando Declan ve esto comienza a gritarle a Kate y le quita a India, por lo que Kate decide irse de la casa y comienza a llorar, cuando Lou Carpenter la encuentra Kate le dice que lo de la cita fue un error, que nunca debió haber aceptado.
Cuando Lou se entera de que su hija Lauren se cayó de un caballo decide ir a visitarla y Kate le dice que no se preocupe que se tome el tiempo necesario, sin embargo le preocupa que la asistente social Roz descubra que Lou no está y que Kate y sus hermanos están solos. Sin embargo cuando Roz se entera de que Lou no está le dice que no se preocupen que el DHS verá por ellos.
Kate decide hacer algo para ayudar a mantener a su familia, por lo que comienza a tomar audiciones para obtener un trabajo bailando el cual le dará dinero con Terry Kearney. Sin embargo las cosas comienzan a ponerse algo turbias cuando una de las bailarinas Candace Carey comienza a sentir celos de Kate y trata de convencer a Terry para que no la escojan, sin embargo Terry cree que Kate es muy talentosa y la convierte en la principal de su obra, por lo que Candace intenta sabotearla dos veces. Cuando Terry se entera de lo que Candace está haciendo la saca sin embargo Kate logra que la vuelvan a contratar luego de descubrir que Candace es madre soltera.
Durante su cumpleaños número 18 Rebecca Napier le da como regalo la visita de la cantante Kate Ceberano, quien después de cantarle a Kate le dice lo mucho que se parece a su madre Jill, sin embargo Kate se molesta y se va de la fiesta, cuando regresa a la fiesta le agradece a todos y pasa el resto de la noche con sus hermanos Harry y Sophie, más tarde Declan va a la casa con un pastel y ambos comparten un beso.
Cuando Roz va a ver que Kate y sus hermanos estén bien le dice a Kate que le han otorgado la tutela legal de sus hermanos y para celebrar Declan organiza una fiesta especial sorpresa para Kate. Poco después Declan se muda con Kate después de tener una pelea con su hermanastro Andrew Robinson, sin embargo pronto regresa a su casa.
Cuando Declan y Kate van a un restaurante Declan no puede pagar su comida por lo que realiza un strip-tease a un grupo de mujeres para obtener dinero, esto hace que Kate comience a creer que no es como las otras chicas, cuando platica con Donna esta le dice que debe de encontrar su Hot Interior, por lo que se viste de manera sexy, al principio cuando Declan la ve Kate se siente avergonzada, pero le dice a Declan que ya está lista y duermen juntos por primera vez.
Poco después Kate se encuentra a Candace en Harold's Store y esta le dice que tiene un nuevo trabajo de baile en un club, poco después Kate se presenta para audicionar y Candace le dice que se vaya que ese no es trabajo para ella sin embargo Kate no la escucha. Ambas bailan en la producción y a Kate le ofrecen más trabajo esa noche, por lo que Candace se aparece en Charlie's y le advierte a Kate que no regrese y le diceque sabe lo que Kate hizo por ella cuando trabajaban con Terry. Cuando Kate se presenta para comenzar a trabajar se sorprende al ver que en el club se realizan lap dancings. Más tarde Kate y Declan terminan pero deciden no contárselo a sus amigos Donna & Ringo hasta después de su boda. Ese mismo día en la noche Kate descubre a Declan besándo a una de las bailarínas que fueron a la despedida de soltero de Ringo.
Después de la muerte de Ringo cuando Donna se entera de que su esposo empujó a Kate y que ella era la que debería de haber muerto y no él, la culpa por su muerte, sin embargo poco después se reconcilian. Pronto Samantha Fitzgerald y Toadie Rebecchi comienzan a cuestionarla acreca del accidente pero Kate es rescatada de sus preguntas por el nevo oficial Mark Brennan, sin embargo las cosas no salen bien y Kate se molesta con él. Ponto Kate y Donna deciden testificar en contra de Stephanie Scully en el juicio por la muerte de Ringo pero después ambas cambian de parecer.
Pocos días después Donna comienza a buscarle un nuevo amor a Kate y pronto Kate comienza a salir con Mark, durante su primera cita Declan los encuentra y se pone celoso, Kate termina discutiendo con él por lo que se va temprano de su cita con Mark. Cuando Mark la invita a salir de nuevo Decan le dice que Mark lo amenazó y lo golpeó por lo que Kate le cree y decide ir a reclamarle a Mark, cuando este le dice la que en realidad pasó, Kate se da cuenta de que Decaln le mintió y va a disculparse con Mark, pero el no las acepta. Poco después Kate besa a Mark enfrente de la estación de policía, ambos deciden empezar de nuevo y comienzan a salir y poco después pasan la noche juntos. 
Días más tarde Paul cae desde el segundo piso de Lassiter y cuando se despierta en el hospital no recuerdo quien lo empujó, cuando Kate va a visitar a Delcan y a Rebecca Napier los ve empacando y cuando les pregunta porqué Declan le dice que él fue el responsable del accidente de Paul y que pienan irse, sin embargo Rebecca le dice que no es verdad y que ella fue la responsable de haberlo empujado después de que Paul la amenazara a ella y a su hijo. Más tarde Paul le pide a Kate que hable con Mark acerca de su caso y ella acepta, sin mbargo luego le dice a Paul y a Declan que no quiere tener nada más que ver con ellos. Cuando Mark le pide a Kate que vaya a al estación para ser entrevistada acerca del accidente de Paul, ella miente y dice que no sabe quién es responsable y le proporciona una coartada a Rebecca.
Cuando Mark le pregunta a Kate porqué estuvo rara durante la entrevista, esta le dice que solo estaba nerviosa, poco después Kate decide organizar un desfile de moda para demostrarle a Donna que tiene talento y que debería ir a Nueva York a estudiar diseño. Donna acepta y decide mudarse nsin antes despedirse de su mejor amiga.
Kate comienza a preocuparse cuando descubre que Lucas Fitzgerald fue golpeado y su casa fue destrozada. Cuando Sophie lleva a Kate al garaje para que vea lo que Mark le trajo por su cumpleaños, queda atrapada en medio de una operación encubierta de Mark, quien se encontraba investigando a Garland Cole, el responsable del accidente de Lucas. Mark logra que Garland no se de cuenta de su mentira y más tarde cuando Lucas le dice a Kate que se involucró en carreras ilegales con Garland y que por su culpa la casa había sido destrozada. Kate molesta por haberla puesto a ella y a Sophe en peligro dicide echar a Lucas, sin embargo luego cambia de parecer.
Las cosas comienzan a mejorar y cuando Kate se cuestiona si Mark es el hombre perfecto, este le dice que es un maníaco del orden. Cuando Rebecca y Declan dejan la ciudad Susan Kennedy le dice que Rebecca le contó la verdad acerca del accidente de Paul, Susan le insiste a Kate para que le diga a la policía que mintió en su declaración, al inicio se niega a declarar por miedo a perder a Sophie y a Mark, sin embargo luego cambia de parecer. Cuando Mark se entera de su mentira le aconseja que consiga un abogado y Kate recurre a Toadie. Cuando Kate intenta disculparse con él, Mark le dice que ella no es la persona que el pensó que era y decide terminar con ella.
En abril del 2014 durante su cumpleaños Mark le propone matrimonio y ella encantada acepta, sin embargo su felicidad se termina cuando Kate recibe un disparo y muere por sus heridas, lo que deja devastado a Mark. Más tarde se descubre que el responsable de la muerte de Kate había sido Victor Cleary, el hermano de Gus Cleary, un hombre que Paul había matado accidentalmente en el pasado.